# Synagoga v Roudnici nad Labem
Bývalá synagoga v Roudnici nad Labem se nachází v severní části města Roudnice nad Labem, necelých 700 metrů od vlakového nádraží, v Havlíčkově ulici čp. 273. Částečně stojí na místě starší synagogy a v pořadí tak jde o třetí synagogu ve městě a zároveň o jedinou dochovanou. Postavena byla v letech 1852 až 1853 v novorománském slohu. Ke svému účelu byla využívána až do druhé světové války. V poválečném období byla krátce využívána jako sklad a v roce 1953 přestavěna na internát střední školy, přičemž došlo k rozdělení hlavního modlitebního sálu na dvě podlaží. Budova byla využívána jako sídlo firem a k roku 2012 se v jejím areálu nachází restaurace Maják.
Vybavení synagogy se nedochovalo a zmizela i většina zdobných prvků.